# Tre Valli Varesine 2007
La Tre Valli Varesine 2007, ottantasettesima edizione della corsa e valida come evento dell'UCI Europe Tour 2007 categoria 1.HC, si svolse il 21 agosto 2007 su un percorso di 180,7 km (rispetto ai 198,5 km previsti, poi accorciati di 17,8 km a causa del pesante maltempo). La vittoria fu appannaggio dell'italiano Christian Murro, che completò il percorso in 5h00'15", precedendo il connazionale Alessandro Bertolini ed il bielorusso Kanstancin Siŭcoŭ.
Sul traguardo di Varese 19 ciclisti, sui 132 partiti da Campione d'Italia, portarono a termine la competizione.

## Ordine d'arrivo (Top 10)
| Pos. | Corridore            | Squadra          | Tempo    |
| ---- | -------------------- | ---------------- | -------- |
| 1    | Christian Murro      | Tenax-Menikini   | 5h00'15" |
| 2    | Alessandro Bertolini | Diquigiovanni    | s.t.     |
| 3    | Kanstancin Siŭcoŭ    | Barloworld       | a 14"    |
| 4    | Dario Andriotto      | Acqua & Sapone   | a 19"    |
| 5    | Francisco Vila       | Lampre-Fondital  | s.t.     |
| 6    | Marlon Pérez         | Universal Caffè  | s.t.     |
| 7    | Sergej Klimov        | Tinkoff          | a 25"    |
| 8    | Miguel Ángel Rubiano | Panaria-Navigare | a 29"    |
| 9    | Andrea Noè           | Liquigas         | s.t.     |
| 10   | Riccardo Chiarini    | LPR              | s.t.     |